# Symphonie no 0 de Schnittke
Pour les articles homonymes, voir Symphonie no 0.
Le compositeur russe Alfred Schnittke a composé une symphonie pour la première fois quand il était élève au Conservatoire de Moscou. Cette symphonie a pas été numérotée et donc maintenant, est officieusement appelée Symphonie no 0.

## Historique
Alfred Schnittke était encore étudiant quand il a commencé à composer des œuvres orchestrales. Beaucoup de ces œuvres sont restées dans un état inachevé. La partition d'orchestre des autres compositions est totalement ou partiellement perdue. La symphonie no 0 est l'une des œuvres orchestrales terminées. De 1956 à 1957, Alfred Schnittke est encore au conservatoire et reçoit des leçons d'Evgueni Goloubev, un élève de Nikolaï Miaskovski. Alfred Schnittke est connu pour les nombreux styles qu'il a employés dans ses compositions. Dans cette œuvre, le style est clairement romantique sous l'influence des symphonies de Miaskovski mais aussi de celles de Dmitri Chostakovitch. Le fait que les deux compositeurs en 1948 étaient tombés en disgrâce aux yeux des autorités qui considéraient la musique occidentale comme décadente a peut-être joué un rôle dans leur influence sur Alfred Schnittke.

## Structure
1. Allegro ma non troppo
2. Allegro vivace
3. Andante
4. Allegro

Elle dure environ 40 minutes.
Le style de la symphonie dans son ensemble est très similaire à celui des symphonies de Chostakovitch. Cette symphonie no 0 se situe entre la symphonie nº 10 et la symphonie nº 11 de Chostakovitch[réf. nécessaire]. Le 10e de Chostakovitch a influencé cette symphonie, alors qu'il semble que Chostakovitch a intégré des idées de cette symphonie nº 0 dans sa 11e.[réf. nécessaire]